# Хенри Елис
Хенри Елис (на английски: Henry Ellis) е ирландски пътешественик-изследовател, колониален деятел.

## Произход и младежки години (1721 – 1746)
Роден е около 1721 година в Монахан, провинция Ълстър, Ирландия. Когато през есента на 1742 експедицията на Кристофър Мидълтън се завръща от плаване и заявява, че от Хъдсъновия залив на запад няма проток към Тихия океан, в Англия се завързва ожесточен спор за и против протока. За изясняване на истината през 1745 английският парламент предлага награда от 20 хил. фунта стерлинги на този британски поданик, който успее да открие Северозападния проток. Незабавно е открита подписка за събиране на средства и със събраните 1000 фунта е оборудвана нова експедиция на два кораба под ръководството на Хенри Елис (вторият кораб се командва от участника в плаването на Кристофър Мидълтън, Уилям Мур).

## Експедиционна дейност (1746 – 1747)
През май 1746 експедицията отплава от Англия. На 8 юли достига до Гренландия, след което навлиза в Хъдсъновия залив и плава покрай западния бряг на залива и на 63º 20` с.ш. открива залива Честърфийлд. Презимува във форт Нелсън и през юни 1747 подновява усилията си за търсене на желания проток, но без успех. На 14 октомври 1747 се завръща в Англия. На следващата година публикува книга със заглавие: „Voyage made to Hudson's Bay in 1746, by the Dobbs Galley and The California, to discover a Northwest Passage“, в която за първи път се показват извършените от него измервания на температурата на водата на Атлантическия океан на различни дълбочини. Така Елис се превръща в баща на океанографията.

## Следващи години (1748 – 1806)
От 1750 до 1755 е търговец на африкански роби, които доставя в Ямайка. На 15 август 1756 е назначен за втори губернатор на колонията Джорджия (сега щат Джорджия) и заема този пост до 14 май 1758. През 1758 публикува съчинение със заглавие: „Heat of the Weather in Georgia“, в което дава първите сведения за климата на колонията. През ноември 1760 поради нездравословния климат на колонията се завръща в Англия и заема различни синекурни длъжности. Последните 20 години от живота си прекарва в Италия като продължава да се занимава с океанографски и климатични измервания.
Умира на 21 януари 1806 година в Неапол, Италия.

## Памет
Неговото име носи река в Канада.